# Haus zum Roten Ochsen
La Haus zum Roten Ochsen (lett.: «casa del bue rosso») è un edificio rinascimentale sul Fischmarkt di Erfurt ed è considerato uno dei più belli del suo genere in Germania. 

## Storia
L'edificio venne costruito, per la prima volta, nel 1392 e modificato, nel 1562, dal maestro Jacob Naffzer (circa 1529 - 1586) in stile rinascimentale. 

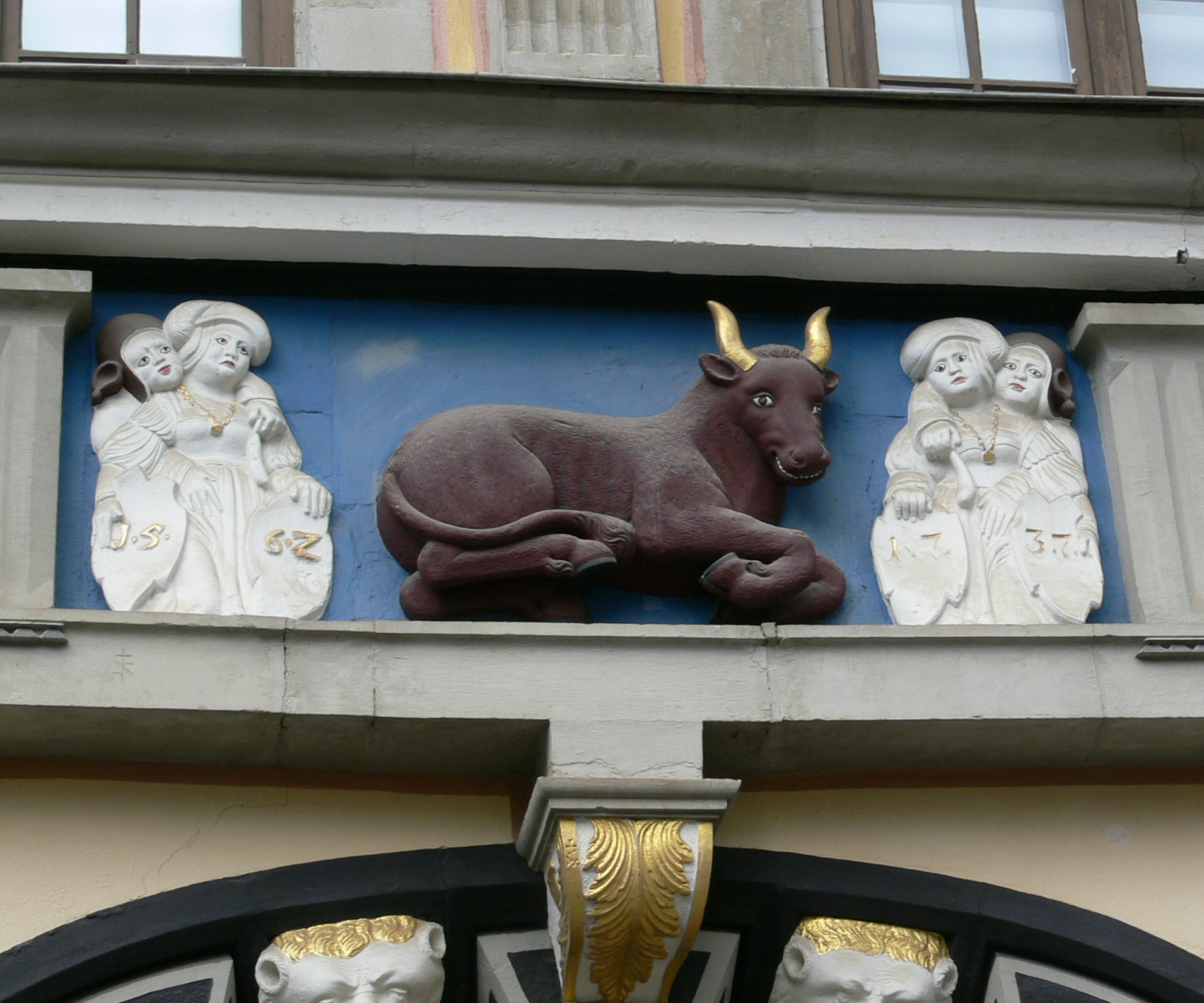
Il bue rosso nel mezzo del fregio sopra l'ingresso al piano terra

Sulla facciata sopra il piano terra c'è un fregio su cui sono raffigurate le muse e gli antichi dei del pianeta. Al centro si vede un bue rosso con le corna d'oro che dà il nome all'edificio. 
La sala rinascimentale, splendidamente arredata, si trova al primo piano e ospita numerose mostre. La casa è la sede dell'Associazione d'arte di Erfurt. 
L'edificio, è stato ristrutturato nel 1976 e poi utilizzato come galleria d'arte. Oltre ad essere un edificio residenziale, è anche un edificio commerciale e nella prima metà del XX secolo vi si trovava un cinema.